# Điệp Sơn
Điệp Sơn là tên một ngọn núi đá thấp nằm giữa đồng bằng sông Hồng, thuộc xã Yên Nam, thị xã Duy Tiên, tỉnh Hà Nam, Việt Nam.
Núi nằm cạnh sông Châu, tạo nên phong cảnh sơn thủy hữu tình thơ mộng. Nơi đây cũng được cho rằng là nơi vua Lê Đại Hành thời Tiền Lê đã từng cày tịch điền lần đầu tiên vào năm Đinh Hợi (987), cùng với Đọi Sơn cách đó khoảng 1 km, tuy nhiên đến nay không tìm thấy dấu tích.
Trên đỉnh núi cũng có ngôi chùa nhỏ, cùng với những cây cổ thụ xanh tốt.